# Аманова, Бури Фазиловна
Бури Фазиловна Аманова (2 марта 1917 — после 1977) — советский хозяйственный, государственный и партийный деятель. Член КПСС.
Избиралась депутатом Совета Союза Верховного Совета СССР II, III и IV созывов от Узбекской ССР. Делегат XIX съезда КПСС (1952).

## Биография
С 1937 года находилась на хозяйственной, общественной и партийной работе в Узбекской ССР. Начинала трудовой путь ткачихой, затем перешла на руководящие должности в структурах комсомола и партии.
Принимала активное участие в развитии промышленной и социальной инфраструктуры города Бухары.
Занимала должности:
- Заведующая отделом по работе среди женщин ЦК КП(б) Узбекистана;
- Первый секретарь Вабкентского райкома КП(б) Узбекистана;
- Заместитель председателя Бухарского облисполкома;
- Первый секретарь Бухарского горкома КП Узбекистана.

Позднее работала генеральным директором Бухарского швейного производственного объединения.

## Общественная деятельность
По её инициативе были созданы:
- Бухарский хлопчатобумажный комбинат (ХБК);

- Домостроительный комбинат (ДСК);

- В 1958 году при её участии в Бухаре был открыт заочный факультет общей механики Ташкентского политехнического института. В 1972 году на его базе создан филиал института, а с 1977 года начал работу Бухарский технологический институт пищевой и лёгкой промышленности как самостоятельное учебное заведение.

## Смерть
Точная дата смерти неизвестна. Умерла после 1977 года.

## Награды
- орден Ленина
- 2 ордена Трудового Красного Знамени (в том числе 16.01.1950)
- орден «Знак Почёта»
- Медаль «За доблестный труд в Великой Отечественной войне 1941—1945 гг.»